# Tyfonen Rusa

Tyfonen Rusa den 29 augusti 2002

Tyfonen Rusa var den mest kraftfulla tyfonen i Sydkorea på 43 år. Den bildades den 22 augusti 2002 sydöst om Japan och rörde sig sedan nordväst och intensifierades. Den 26 augusti nådde tyfonen Amamiöarna där 20 000 människor blev strömlösa och orsakade två dödsfall. Tyfonen orsakade skyfall i Japan där 902 mm regn uppmättes i Tokushima prefektur. Rusa fortsatte sedan mot Goheung i Sydkorea med vindar på upp till 140 km/h. Tyfonen behöll mycket av sin intensitet på grund av varm luft och instabilitet från en närliggande kallfront. I Gangneung uppmättes en total regnmängd på 897,5 mm. Över 170 000 hus förstördes och stora områden med odlingsfält svämmade över. Tyfonen dödade minst 223 människor i Sydkorea och orsakade skador till ett värde av 4,2 miljarder dollar. I Nordkorea blev 26 000 människor hemlösa och tre dödsfall inträffade. Den 1 september rörde sig Tyfonen mot Ryssland och skingrades tre dagar senare.